# 尼古拉·扎姆菲尔
尼古拉·扎姆菲尔（羅馬尼亞語：Niculae Zamfir，1958年7月26日—），罗马尼亚男子摔跤运动员。他曾代表罗马尼亚参加世界摔跤锦标赛，获得一枚银牌。他也曾参加1984年夏季奥林匹克运动会。